# Backofenreiniger

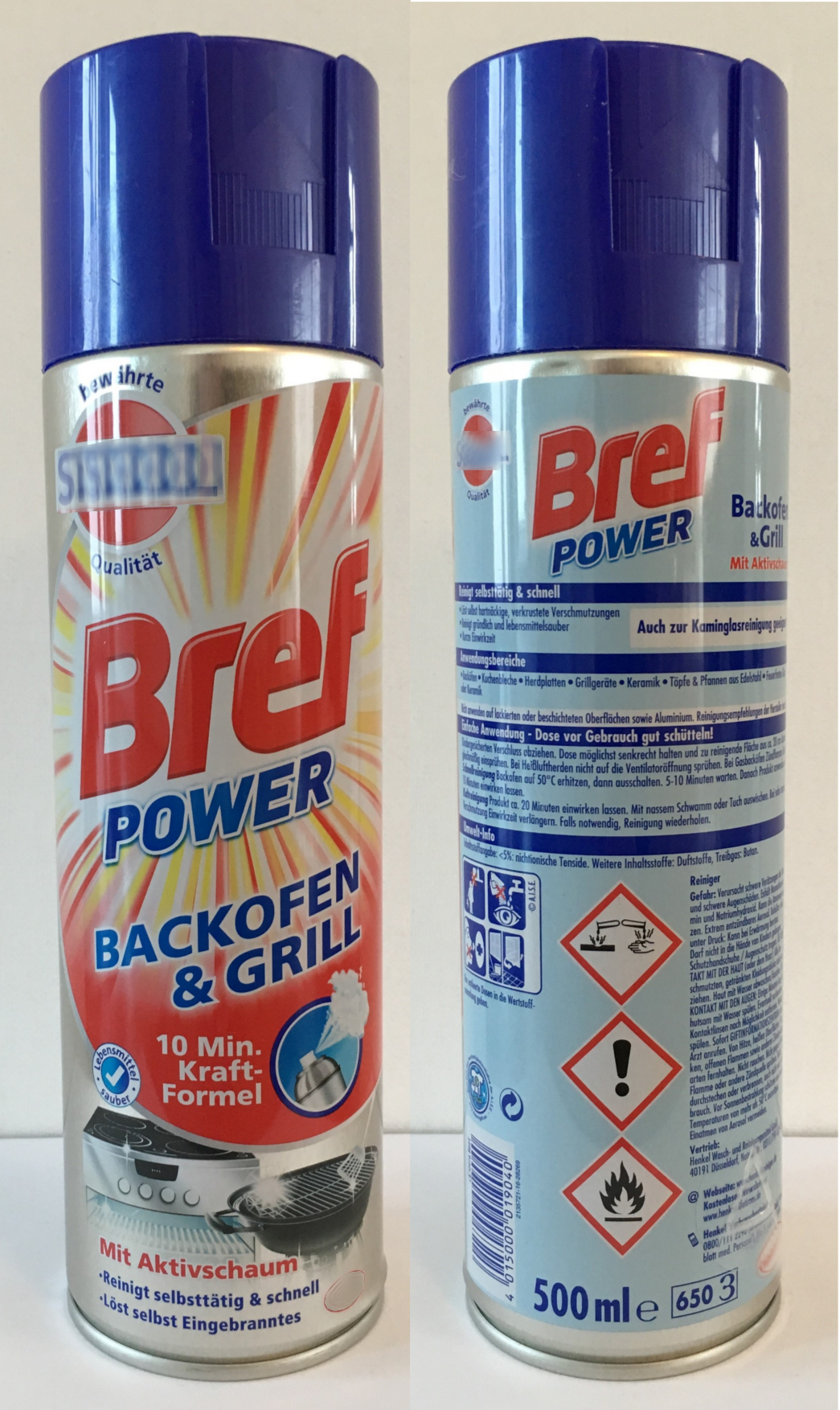
Backofenreiniger (Spray)

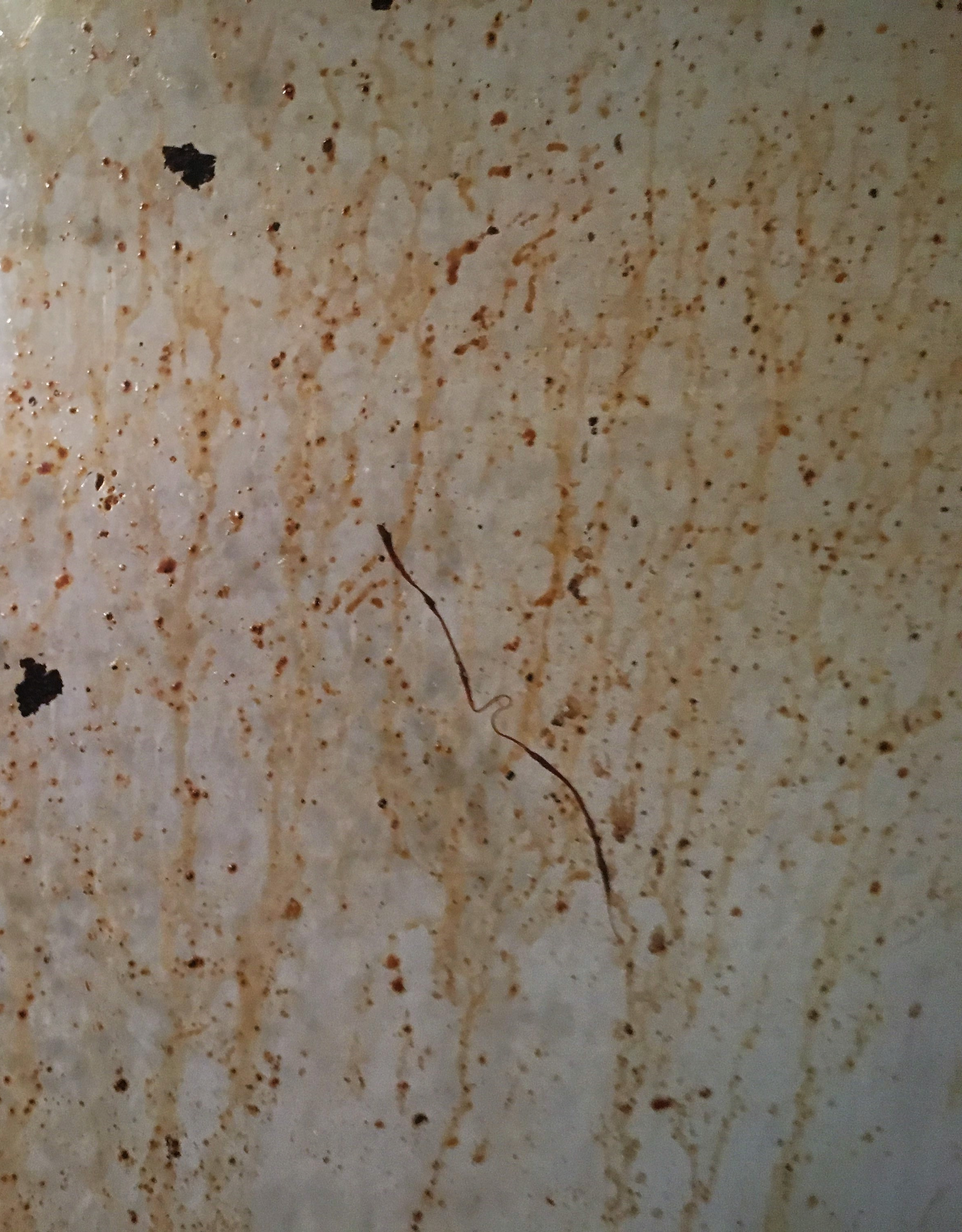
Eingebranntes Fett auf einer Backofentür

Backofenreiniger, auch Grillreiniger genannt, sind Reinigungsmittel zur Beseitigung von eingebrannten Fett- und Speiserestverschmutzungen im Backofen und im Grill. Die Reiniger sind in der Regel stark alkalisch und enthalten zusätzliche fettlösende Mittel, wie z. B. Glycolether, um die Reinigungsleistung zu verbessern. Backofenreiniger werden in Form von Sprays und Gelen angeboten. Backofenreiniger können je nach Produkt zu Kalt- und Warmreinigung (ca. 50 °C) genutzt werden. Bei der Warmreinigung beträgt die Einwirkzeit einige Minuten. Wichtig ist zu beachten, dass der Ofen oder der Grill während der Verwendung des Ofenreinigers nicht eingeschaltet sein darf. Die Einwirkzeit der Kaltreinigung ist mit einigen Stunden deutlich länger. Die Gele und Schäume sind sehr zähflüssig (hohe Viskosität) und haften daher über längere Zeiträume an vertikalen Oberflächen.

## Wirkungsweise
Die meist fetthaltigen Verunreinigungen werden durch die Reaktion mit den Alkalien des Backofenreinigers zu Seife und Glycerin umgesetzt. Die Reaktion zwischen Fetten und Alkalien wird als Verseifung bezeichnet. Die durch die Verseifung entstehenden Produkte sind wasserlöslich und können so leichter entfernt werden. Die fettlösenden Mittel tragen dazu bei, dass fetthaltige Rückstände besser entfernt werden können. Die Reaktion zwischen Fett und Alkalien, in diesem Beispiel Natronlauge (NaOH), kann durch das folgende Reaktionsschema verdeutlicht werden:
Die Produkte der Reaktion Glycerin und Seife lösen sich besser im Backofenreiniger und dem Wasser, welches zum Entfernen des Backofenreinigers verwendet wird. Auf diese Weise können die eingebrannten Fettrückstände abgelöst und entfernt werden.

## Inhaltsstoffe
Die Zusammensetzung von Ofenreinigern variiert von Hersteller zu Hersteller. Typischerweise enthalten Ofenreiniger die in der Tabelle aufgeführten Inhaltsstoffe:
| Inhaltsstoff                                             | Funktion                                                 |
| -------------------------------------------------------- | -------------------------------------------------------- |
| Anionische und nichtionische Tenside                     | Oberflächenbenetzung und ggf. Schaumbildung              |
| Alkalien wie z. B. Natronlauge oder Mono-/Triethanolamin | Verseifung von Fetten und Anquellen von Verunreinigungen |
| Lösemittel wie z. B. Glycolether                         | Verbesserte Lösung des Schmutzes                         |
| Verdicker wie z. B. Carboxymethylcellulose               | Erhöhung der Viskosität                                  |
| Parfümöl                                                 | Geruch                                                   |

## Sicherheitsaspekte
Da Backofenreiniger in der Regel stark alkalisch sind und daher stark ätzend wirken können, sollte der Hautkontakt vermieden werden. Vor der Anwendung sollte das Etikett inklusive der Warnhinweise genau studiert werden. Besondere Vorsicht gilt bei konzentrierten Produkten. Zusätzlich sollte bei Sprays beachtet werden, dass diese brennbare Treibgase, wie Butan, enthalten können. Es sollten daher keine heißen Oberflächen mit dem Backofenreiniger bearbeitet werden.